# پل لاندوفسکی
پل لاندوفسکی (لهستانی: Paul Landowski; ۱ ژوئن ۱۸۷۵ – ۳۱ مارس ۱۹۶۱) مجسمه‌ساز لهستانی‌تبار اهل فرانسه بود.
وی همچنین برندهٔ جوایزی همچون لژیون دونور و جایزه بزرگ رم شده‌است.
از افتخارات وی میتوان به کسب مدال طلا مجسمه‌سازی تندیس در بخش مسابقات هنری بازی‌های المپیک تابستانی ۱۹۲۸ اشاره کرد.